# Pathogen (Band)
Pathogen war eine australische Melodic-Death-Metal-Band aus Perth, die 1995 gegründet wurde und sich 2011 auflöste.

## Geschichte
Die Band wurde im September 1995 von dem Gitarristen Aidan Barton, dem Sänger Tim „Floppy“ Paterson und dem Schlagzeuger Gavin Irving gegründet, wobei die Mitglieder zu diesem Zeitpunkt noch die High School besuchten. Durch das Hinzukommen des Gitarristen John Cuypers und des Bassisten Phil Norman wurde die Besetzung erweitert, beide verblieben in der Band jedoch nicht lange. Zunächst stieß Mark Rodregez als Bassist dazu. Danach wurden der Gitarrist David Sandstrom und der Bassist Louis Dunstan kurzzeitig als Ersatz hinzugefügt, verließen die Gruppe jedoch auch kurz darauf wieder. Sandstrom kehrte jedoch als Bassist wieder zurück. Weitere Besetzungswechsel schlossen sich an, indem Paterson durch Justin Norton und Iriving durch Mark Boeijen ersetzt wurden. In diesen Zeiträumen erschienen die ersten beiden Demos: 1996 das erste mit dem Namen Tyranny of Hatred, das mit Al Smith in den  Bergerk Studios aufgenommen wurde. Ein zweites schloss sich 1998 unter dem Namen Nightfall an. Das Demo wurde in verschiedenen Magazinen wie Nordic Vision, Terrorizer und S.O.D. rezensiert. Die Aufnahmen hierzu hatten 1997 mit Smith in den VHS Studios stattgefunden. Mitte 1999 spielte Pathogen als Vorgruppe für Impaled Nazarene, ehe im Jahr 2000 die Single Shallow erschien. Das Lied wurde bei verschiedenen Radiosendern wie Triple J und 2RRR gespielt. Zudem ist es auf Metal from the Bottom of the Earth und 2RRRs Sampler Underearthed enthalten. Danach wurden der Sänger Cain Cressall, der Gitarrist Glenn Dyson und der Schlagzeuger Louis Rando als neue Mitglieder aufgenommen. 2002 spielte die Band zusammen mit Mayhem, ehe sie im Februar 2003 mit Opeth zu sehen war. Während dieser Zeit arbeitete die Band an ihrem Debütalbum. Im Juli 2004 entschloss sich Cressall die Band zu verlassen, woraufhin Mike Lenane dazukam. Anfang 2005 spielte die Band zusammen mit Shadows Fall und As I Lay Dying. Zu dieser Zeit wurden die Arbeiten zum Album beendet. Das Album erschien im April unter den Namen Bloodline bei Prime Cuts Music und enthält 13 Lieder. Die Aufnahmen hierzu hatten mit Aidan Barton in den Sovereign Studios stattgefunden. Nach einer nationalen Tournee mit Children of Bodom im Oktober 2005 verließ Rando die Band und wurde durch Ben Mazzarol ersetzt. Im August 2006 war Pathogen als Vorband auf The Black Dahlia Murders erster Australientour vertreten, ehe die Band zusammen mit Arch Enemy im Oktober spielte. Im selben Jahr trat die Band außerdem zusammen mit Dark Tranquillity auf. Im Februar des folgenden Jahres trennten sich Lenane und Mazzarol vom Rest der Band. Für Auftritte mit Lamb of God kehrten Cressall und Boeijen zurück. Danach kam Scott Farrell als Schlagzeuger hinzu. Nach Auftritten mit Amon Amarth Anfang 2008 war die Band nahezu komplett inaktiv. 2010 verkündete sie ihren letzten Auftritt für den 2. Januar 2011. Die Mitglieder widmeten sich danach anderen Projekten. In ihrer Karriere spielte die Band unter anderem auch zusammen mit Fear Factory und Entombed.

## Stil
Simon Milburn von themetalforge.com schrieb in seiner Rezension zu Bloodline, dass hierauf Melodic Death Metal im schwedischen Stil zu hören ist. Dabei stellte er neben Gemeinsamkeiten zu Opeth auch welche zu Carcass oder Death fest. Ken von metalreviews.com bestätigte dies, indem er ebenfalls feststellte, dass die Band für das Album stark durch schwedischen Melodic Death Metal beeinflusst wurde. Dabei verarbeite die Gruppe jedoch auch Einflüsse von klassischem Death Metal und aggressivem Thrash Metal. Als Referenz nannte er mehrfach In Flames, aber auch den Vergleich mit Dark Tranquillity, At the Gates oder Kreator hielt er gelegentlich für angemessen.

## Diskografie
- 1996: Tyranny of Hatred (Demo, Eigenveröffentlichung)
- 1998: Nightfall (Demo, Eigenveröffentlichung)
- 2002: Shallow (Single, Eigenveröffentlichung)
- 2005: Bloodline (Album, Prime Cuts Music)
- 2009: Remnants (EP, Eigenveröffentlichung)